# Ordinari Postzeitung
Die Ordinari Postzeitung war eine 1632 im Zuge der allgemeinen Zeitungsgründungswelle in Deutschland gegründete Zeitung und die erste Zeitung Bremens.
Nach zunächst wechselnden Titeln setzte sich 1633 der Titel Ordinari Postzeitung durch. Herausgegeben wurde die Zeitung von einem Bremer Drucker, manche Blätter sind mit den Druckerinitialen „JKo“ oder „JKö“ versehen. Doch lässt sich nicht mehr eindeutig identifizieren, um wen es sich hierbei handelte; wahrscheinlich war es ein Mitglied der Familie Köhler, deren männliche Angehörige Jacob, Jost, Johan und Jasper sämtlich im Bremer Druckgewerbe tätig waren. Die überlieferten Exemplare wurden im norddeutschen Raum gefunden, die Nachrichten stammten aus diesem Bereich, die Ausrichtung war proschwedisch. All dies spricht für Bremen als Herkunftsort der Zeitung.
Ausgaben sind aus den Jahren 1632, 1633, 1635, 1637, 1638 und 1641 überliefert. Sie wurden vom Institut Deutsche Presseforschung der Universität Bremen zusammengetragen und befinden sich im Bestand der Staats- und Universität  Bremen, in deren Digitalen Sammlungen sie hier online verfügbar sind. Das letzte überlieferte Exemplar stammt aus dem Jahr 1641. Erst im Jahr 1694 ist in Bremen wieder die Existenz einer Zeitung nachweisbar. – Die Zeitung erschien wöchentlich und hatte einen Umfang von ca. 4 Seiten.
Wie die anderen frühen Zeitungen setzte sich auch die Ordinari Postzeitung aus Berichten aus unterschiedlichen Orten zusammen, die an den Drucker geschickt wurden. Die meisten Hefte enthielten damit Meldungen über politische und militärische Ereignisse; Ereignisse, die an anderen Orten, nicht aber in Bremen stattfanden, da die Berichte von außerhalb stammten. Der Herausgeber bezog seine Nachrichten vor allem aus Braunschweig, den Niederlanden, Frankfurt am Main und Köln, wenn auch aus mehr Orten berichtet wird. Nicht nur für die Kaufleute der Stadt waren die mit den militärischen Ereignissen verbundenen Handelshindernisse von hoher Bedeutung. Die Meldungen wurden in der Reihenfolge aufgeführt, in der sie beim Drucker eingingen, und wurden unredigiert an den Leser weitergereicht.